# Crosbyarachne
Genre
Crosbyarachne est un genre d'araignées aranéomorphes de la famille des Linyphiidae.

## Distribution
Les espèces de ce genre se rencontrent en Europe du Sud, en Europe de l'Est et en Turquie.

## Liste des espèces
Selon World Spider Catalog (version 16.5, 06/08/2015) :
- Crosbyarachne bukovskyi Charitonov, 1937
- Crosbyarachne silvestris (Georgescu, 1973)

## Publication originale
- Charitonov, 1937 : Contribution to the fauna of Crimean spiders. Festschrift Prof. Dr. Embrik Strand, vol. 3, p. 127-140.